# Carnatei vasúti baleset
A carnatei vasúti baleset 2020. augusztus 19-én történt Olaszországban a Seregno–Bergamo-vasútvonalon. A vonat a Stazione di Paderno-Robbiate vasútállomásról szabadult el mozdonyvezető nélkül, és végül a Stazione di Carnate-Usmate vasútállomásnál siklott ki.

## A baleset
A jelentések szerint a vonat Paderno d’Adda városából személyzet és mozdonyvezető nélkül indult el, egy utassal a fedélzeten, akit csak a baleset bekövetkezte után vettek észre. A vonatnak Paderno d’Adda–Milánó-útvonalat kellett volna teljesítenie 25 perccel a baleset után. A vonat 15 perccel a baleset időpontja előtt érkezett Milánóból. A szerelvény egy FS E464 sorozatÚ mozdonyból, hat kocsiból és egy vezérlőkocsiból állt.
A vonatot hét kilométer megtétele után a Stazione di Carnate-Usmate állomáson egy mellékvágányra terelték. A vezérlőkocsi és a vonat első három kocsija kisiklott. Három ember megsérült (az utas és a személyzet két tagja, miközben Paderno d'Addában megpróbáltak felszállni az elszabadult vonatra), mindannyian könnyebb sérüléseket szenvedtek, de az utast kórházba szállították kivizsgálásra.
A mozdonyvezetőt és a kalauzt a baleset után felfüggesztették a szolgálatból.

## Vizsgálat
A baleset ügyében vizsgálat indult. Az olaszországi vasúti balesetek kivizsgálásáért a Polizia ferroviaria (vasúti rendőrség) a felelős. A vonat feketedobozát a mozdonyból kiemelték, és átadták a nyomozóknak.

## Fordítás
- Ez a szócikk részben vagy egészben  a   Carnate derailment című angol Wikipédia-szócikk ezen változatának fordításán alapul.  Az eredeti cikk szerkesztőit annak laptörténete sorolja fel. Ez a jelzés csupán a megfogalmazás eredetét és a szerzői jogokat jelzi, nem szolgál a cikkben szereplő információk forrásmegjelöléseként.